# Таганрогский пивоваренный завод
Таганрогский пивоваренный завод — старейший пивзавод на юге России. Существовал с 1877 по 2011 год.

## История пивзавода
Пиво в Таганроге (Троицке) начали варить в годы его строительства. В отчёте от 5 декабря 1711 года написано: «Ныне налицо в Троицку работных людей — 679, на пивоварне пиво варят шесть дущ…». Первый пивоваренный завод в Таганроге был открыт Джанка в 1826 году. На нём в тот год работало 9 человек и было выпущено 4500 вёдер пива. В 1835 году этот завод выпускал уже 7000 вёдер пива по цене 2 руб. 20 коп. за ведро, рабочих было 11 человек.
29 ноября 1877 года городской голова Таганрога обращался к его сиятельству господину градоначальнику: «Прилагая при сем присланные при отношениях Вашего сиятельства от 27 октября и 18 ноября план, с копией оного, предполагаемого к постройке поселянином Билле пивоваренного завода, имею честь уведомить, что препятствий к разрешению Билле о постройке им пивоваренного завода не имею». Именно эта дата, по мнению историка Олега Гаврюшкина, служит датой закладки стараниями Христиана Фридриховича Билле первого пивоваренного завода в Таганроге.
5 апреля 1896 года Х. Ф. Билле скончался от туберкулёза, а в августе этого года 26-летний Герман Августович Базенер женился на его дочери Зельме Билле и стал владельцем его завода в Таганроге. Завод Базенера производил пиво «Мюнхенское», «Пильзенское», «Чёрное». Сын владельца Ростовского пивоваренного завода Август Манн был пивоваром у Германа Базенера в Таганроге. Фирменная пивная завода Базенеров находилась в первом этаже здания по Итальянскому переулку (в послевоенные годы там располагался магазин «Рыба», а сейчас — кафе «Бамбук») и просуществовала до 1925 года. В дальнейшем Г. А. Базенер приобрёл ещё один небольшой пивоваренный завод, принадлежавший Добровольскому, расположенный по Старо-Почтовой улице, дом 5.
На территории пивзавода Базенера в начале XX века (1910) открыт завод искусственных минеральных вод, а в 1923 A.M. Геккер при пивоваренном заводе открыл паровой маслозавод, переделав под него одну из конюшен. Оборудование для него он перенес с бывшего маслозавода «Пробой».

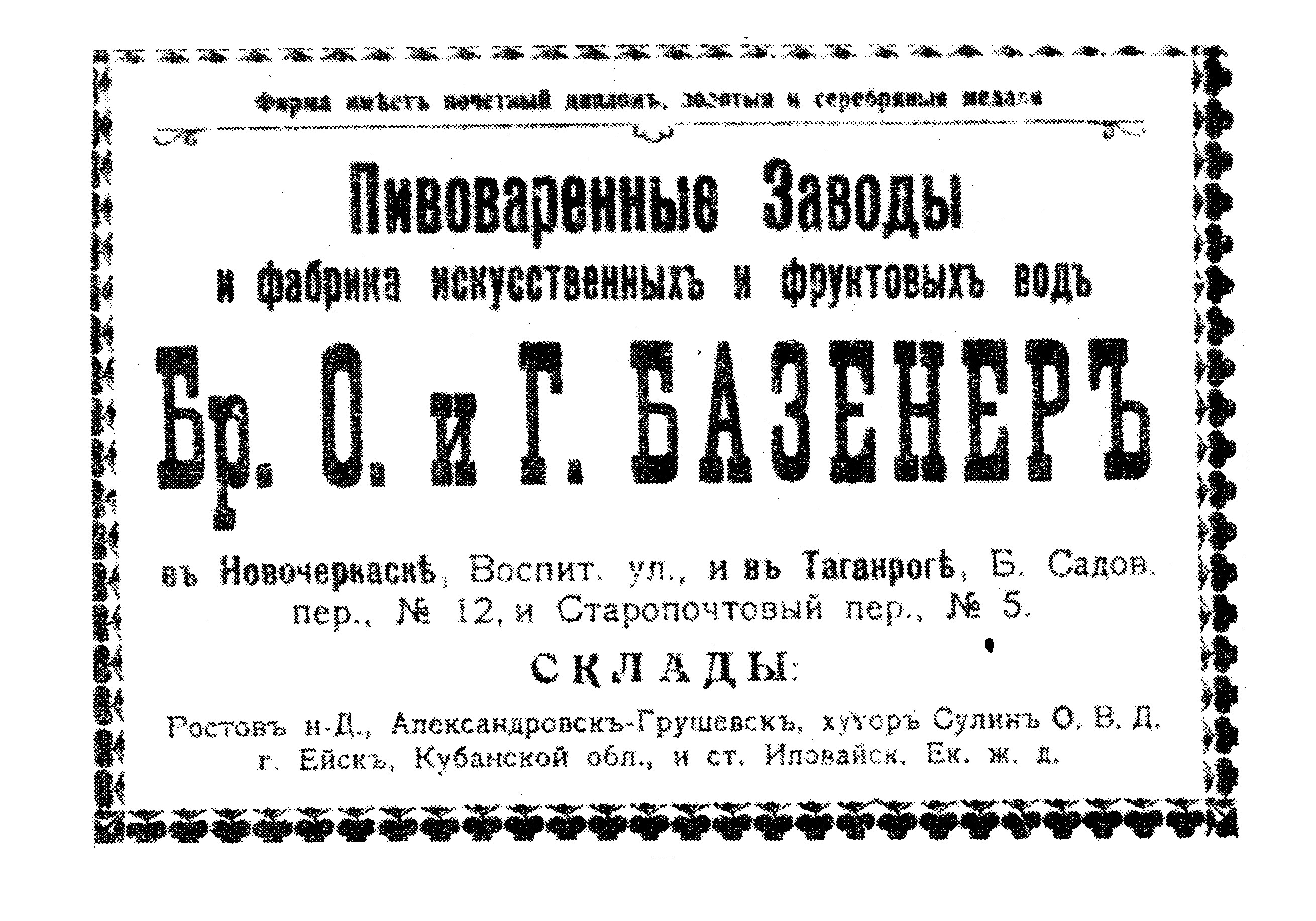
Реклама пива братьев Базенер

В 1916 году, в связи с ухудшившемуся отношению в России к немцам, Герман Базенер уехал в Персию. Завод перешёл к совладельцам Иосифу Лейбовичу Рецкеру и Михаилу Ароновичу Баршай. Завод Базенера стал назывался заводом «Рецкер и Баршай», заведующим на заводе был Исаак Давыдович Зайонц, пивоваром — Антон Иосифович Мика. В 1920 году фирма «Рецкер и Баршай» была национализирована, а бывшие его владельцы взяли у государства завод в аренду.
После революции 1917 года и гражданской войны завод дал первую продукцию только в 1921 году.
С ноября 1926 года на территории по пер. Садовому организован Таганрогский пивоваренный завод Промтреста, который в 1927 включён в число предприятий «Азчербродтреста». На нем производились пиво бутылочное и бочковое, фруктовые воды, натуральные и искусственные морс, квас и сиропы, газированные воды, а также ячменный кофе.
После Великой Отечественной войны завод входил в Ростовское объединение «Дон-пиво».
Любители пива отмечали особый вкус «Жигулёвского» производства Таганрогского пивоваренного завода, не идущего ни в какое сравнение с аналогичным пивом, выпускавшимся в Ростове-на-Дону и завозимым в город во время ремонтов на таганрогском заводе. Бытовало мнение, что всё дело в особой миусской воде, насыщенной солями и щелочными соединениями. На самом же дело всё определяла технология: таганрогские пивовары добавляли в ингредиенты при производстве своего напитка инжир, поступавший на завод по особому заказу.
В 1991 году был приватизирован коллективом пивзавода.
В 1993 году пивоваренный завод был преобразован в акционерное общество, которое возглавил директор завода Н. Н. Зубков. В 1990-е годы завод выпускал пиво «Базенер», «Таганрог», «Эмпилс», «Жигулёвское», «Мартовское», «Московское», «Юбилейное». Также производились квас, фруктовая вода, сироп, очищенная питьевая вода.
В 1995 году на Таганрогском пивзаводе было произведена опытная партия светлого пива «Жириновский» с портретом В. В. Жириновского на этикетке. Во время пребывания в Ростовской области Жириновский лично продегустировал и одобрил этот напиток.
11 февраля 2008 года на сайте yellcom.ru было размещено объявление о срочной продаже Таганрогского пивоваренного завода. Сообщалось. что для запуска производства пива заводу требуется профилактический ремонт, а также доукомплектование ёмкости для хранения жидкости. Цена, указанная в объявлении — 120 миллионов рублей.
В 2010 году в Городском суде Таганрога было рассмотрено уголовное дело о рейдерском захвате Таганрогского пивоваренного завода. Был вынесен обвинительный приговор в отношении Марины Варнавской, Евгения Авакяна и Николая Белана.
В 2011 году Таганрогский пивоваренный завод прекратил своё существование. На воротах завода в апреле 2012 года появился баннер «Паспорт объекта», из которого следовало, что на этом месте будет возведён многоэтажный многоквартирный дом. Чуть позднее появилась информация, что на месте завода возводится жилой комплекс «Парковый».
В сентябре 2014 года застройщиком жилого комплекса «Парковый» были снесены два последних старинных одноэтажных особняка пивоварни Базенера, выходивших фасадами на Большой Садовый переулок. На август 2015 года квартиры в районе «Парковом» считались в Таганроге самыми дорогими, стоимость 1 кв. м. — от 42 тысяч рублей.

## Директора завода
- с 20?? по 20?? — И. В. Гущин
- с 1988 по 20?? — Н. Н. Зубков
- с 1963 по 1988 — Ф. И. Солодовник

…
- с 1916 по 19?? — И. Д. Зайонц
- с 1896 по 1916 — Г. А. Базенер
- с 1877 по 1896 — Х. Ф. Билле